# Black e-mail
Black e-mail is het 90ste stripverhaal van De Kiekeboes. De reeks wordt getekend door striptekenaar Merho. Het album verscheen in juli 2001.

## Verhaal
Op een dag wordt Fanny gebeld door Rhett White, de grote baas van Digisof, het grootste informaticabedrijf ter wereld. Rhett White is namelijk op zoek naar een nieuwe Scarlett, een vriendin die aan zijn zijde moet pronken. White, bijgenaamd de 'computerreus', heeft Fanny gevonden via haar foto's in het magazine Glossip. Hij nodigt haar uit voor een korte vakantie in zijn oude plantagehuis in Vicksblue aan de Mississippi. Fanny is erg vereerd, maar ze ontdekt al snel dat White niet alleen een obsessie heeft voor de film Gone with the Wind. Tevens komt ze te weten dat er iets aan de hand is met zijn nieuwste programma Dotcom 3000, waar ook de congregatie De mantel der liefde jacht op maakt. Aan het hoofd van die congregatie staat Timothea Triangl, die allerminst opgezet is met de bemoeizucht van de familie Kiekeboe.